# Katharina Zell
Katharina Zell (geborene Schütz; * 1497/1498 in Straßburg; † 5. September 1562 ebenda) war eine elsässische theologische Autorin und Reformatorin.

## Leben

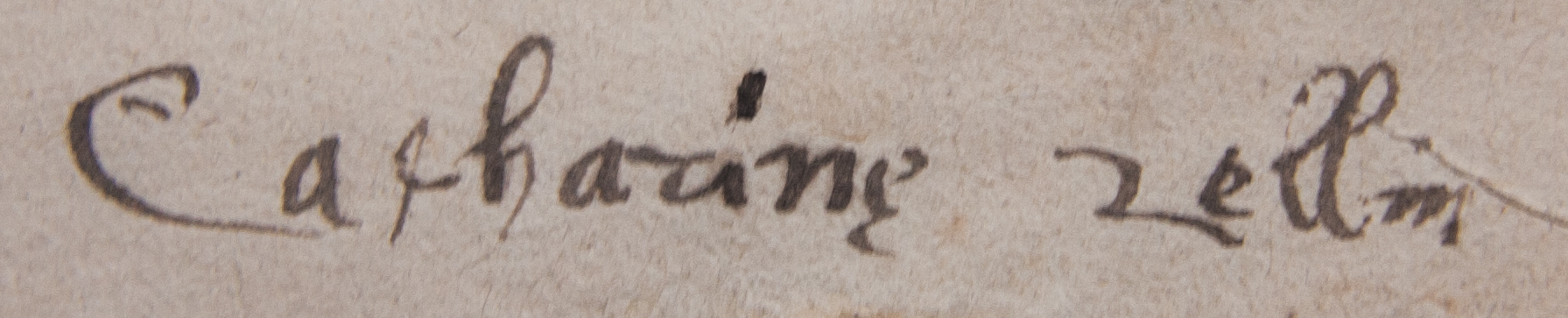
Unterschrift Katharina Zells (Besitzeintrag in einem Buch von Martin Bucer)

Katharina Schütz wurde als Tochter eines Schreinermeisters zwischen dem 15. Juli 1497 und dem 15. Juli 1498 in Straßburg geboren. Schon als junges Mädchen beschäftigte sie sich mit religiösen Fragen, besuchte intensiv den Gottesdienst und hatte, wie sie einmal selbst meinte, „Alle Pfarherr vnnd kirchen verwandten geliebt vnnd geförchtet“. Bereits 1521 predigte Matthäus Zell im Straßburger Münster im Sinne der Reformation. Katharina gehörte zu seinen Zuhörern und Matthäus Zell wurde auf sie aufmerksam. Zum Beginn der Reformation in Straßburg mischte sich Katharina in die öffentlichen Auseinandersetzungen ein und schrieb dem Straßburger Bischof Wilhelm III. von Hohnstein „rauhe Briefe“.
Am 3. Dezember 1523 heiratete sie Matthäus Zell. Die Ehe wurde von Martin Bucer eingesegnet. Sie wurde ihrem Mann eine hilfreiche Partnerin in seinem Amt und verfasste ab 1524 ihre ersten literarischen Werke. Sie kümmerte sich um Arme, Kranke, Leidtragende und Gefangene. An der Seite ihres Mannes bemühte sie sich um ein gastliches Pfarrhaus. Das große Münster-Pfarrhaus glich oft einer Herberge für Schutzsuchende und Notleidende. In den Tagen des Bauernkrieges und der Hungersnot waren es oft an die hundert Menschen, die hier versorgt wurden. Zwei Straßburger Witwen und ein Almosenpfleger halfen dabei. Auch der armen Schüler nahm sie sich an und wirkte 1543 für die Errichtung des Wilhelmerstiftes.
Aber auch in seelischen Nöten wusste sie zu helfen; bekannt ist ihr Trostschreiben An die leidenden christgläubigen Weiber der Gemeinde zu Kenzingen. Mit den Gelehrten ihrer Zeit pflegte sie Umgang und Briefwechsel. Mehrfach schrieb sie an Martin Luther und erhielt Antwort von ihm. Als die Schweizer Theologen auf dem Wege zum Marburger Religionsgespräch sich in Straßburg aufhielten, war es ihr eine Ehre, ihnen Magd und Köchin zu sein. Als die Wogen des Abendmahlstreites sich zu legen begannen, legte Martin Luther ihr nahe mitzuhelfen, „daß Frid und Einigkeit erhalten werden“.
Nach 1538 begleitete sie ihren Gatten nach Wittenberg, wo sie mit ihrem Mann und Martin Luther über die Fragen der Abendmahlskonkordie sprach. Wie ihr Mann war auch sie weitherzig genug, neben Luther auch Ulrich Zwingli, Kaspar Schwenckfeld und die Täufer gelten zu lassen. In ihrem Vorwort zu Michael Weißes Gesangbuch wünscht sie diesen Liedern, „daß sie der Handwerksgesell ob seiner Arbeit, die Dienstmagd ob ihrem Schüsselwaschen, der Acker- und Rebmann auf seinem Acker und die Mutter dem weinenden Kinde in der Wiege singe“. Bei dieser weitherzigen Haltung blieb sie auch nach dem Tode ihres Mannes, dem sie selbst die Grabrede gehalten hat. Freilich blieb sie wegen ihres freundschaftlichen Verhältnisses zu Schwenckfeld nicht unangefochten. Gegenüber den Angriffen von Ludwig Rabus wusste sie sich aber zu wehren und setzte auch in späteren Jahren, obwohl mittellos, ihren Dienst in der Gemeinde fort.
In ihrem Testament vom 1. April 1562 setzte sie Johann Winter von Andernach, dessen Frau, ihre Freundin Felicitas, und dessen Schwägerin Elisabeth Heglin als Universalerben ein.
Zum Reformationsjubiläum 2017 wurde in Straßburg die herausragende Bedeutung Katharina Schütz-Zells für die Reformation in Straßburg gewürdigt.

## Schriften

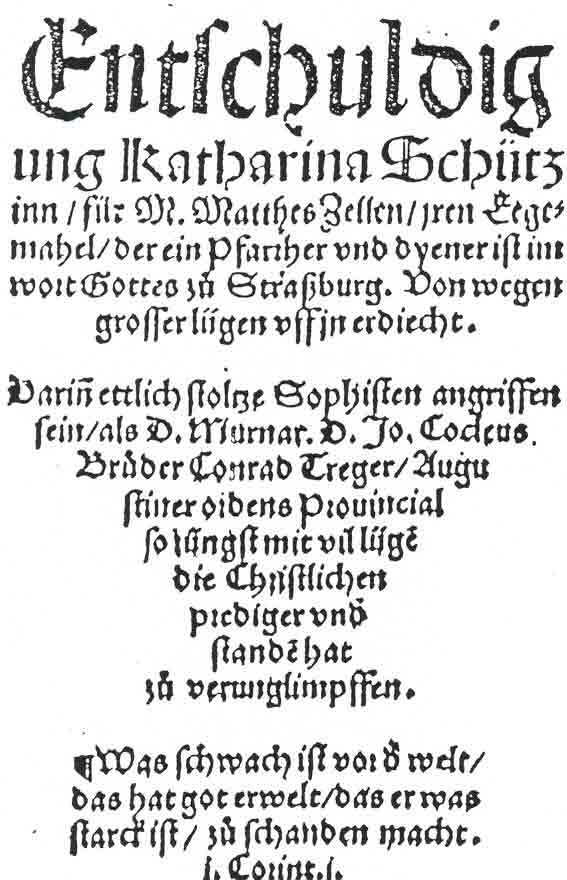
Titelseite der Entschuldigung Katharina Schützinn (1524)

Die meisten der hier aufgeführten Schriften sind in der von Elsie A. McKee herausgegebenen Werkausgabe (siehe unter Literatur) erschienen:
- Den leydenden Christglaubigen weybern der gemain zů Kentzigen meinen mitschwestern in Christo Jesu zů handen. Ulhart, 1524, urn:nbn:de:bvb:12-bsb00019461-0 (Scan des Exemplars der Bayerischen Staatsbibliothek München; Trostschrift für Frauen von Glaubensflüchtlingen aus Kenzingen im Breisgau, 10 S.).
- Den Psalmen Miserere. 1558 (Trostschrift für Felix Armbruster).
- Entschuldigung Katharina Schützinn. Wolfgang Köpfel, 1524 (Verteidigungsschrift für den Ehemann Matthäus Zell, 38 S.; Scan in der Google-Buchsuche).
- Ein Brieff an die gantze Burgerschafft der Statt Straßburg. 1557 (Traktat in Briefform als Antwort auf Ludwig Rabus).
- Klag red und ermahnung Catharina Zellin zum volk bey dem grab m: Matheus Zellen pfarer zum münster zu Straßburg. 1548 (Mitschrift der Grabrede, Quelle ungesichert).
- Von Christo Jesu unserem saeligmacher. 1534–1536 (Gesangbuch mit Vorwort, Liedtexte nicht in Edition enthalten).
- diverse Briefe, u. a. 1553 an Kaspar Schwenckfeld.
- Das dritt Byechlin der Geystlichen gesaeng / von der aufferstehung / hymmelfart Christi unsers Herren / und von dem heyligen Geyst. Strassburg 1536, doi:10.3931/e-rara-79798 (Digitalisat auf e-rara).

Übertragungen in heutiges Deutsch
- Martin H. Jung, Friederike Mühlbauer (Hrsg.): Frauen ergreifen das Wort. Flugschriften von Autorinnen der Reformation in heutigem Deutsch. Brill Schöningh, Paderborn 2022, ISBN 978-3-506-79192-4, S. 19–75.
  - Den leidenden Frauen der Gemeinde zu Kenzingen. 1524 (S. 19–25; Kenzingen-Trostschrift).
  - Entschuldigung für Matthäus Zell, ihren Ehegemahl. 1524 (S. 26–40).
  - Der Psalm Miserere, gebetet und paraphrasiert, samt dem Vaterunser. 1558 (S. 41–75; Psalmen- und Vaterunserauslegung).

## Gedenktag
5. September im Evangelischen Namenkalender.